# Superscript
Een superscript (letterlijk: bovenschrift) of superieur is een teken dat boven de normale schrijfhoogte wordt geplaatst, gewoonlijk in een iets kleiner corps, 70 tot 90 procent van de normale tekstgrootte. In veel wetenschappen en andere vakgebieden zijn er conventies voor het gebruik van superscript. Voorbeelden:
- In een formule om een kwadraat of een andere macht aan te duiden:
  - E=mc² (uit Einsteins relativiteitstheorie)
  - 37 = 2187
- In de beschrijving van ionen en subatomaire deeltjes om de elektrische lading aan te duiden. Een plus- of minteken komt dan ná het eventuele aantal:
  - De pionen π+, π− en π0 (positief, negatief respectievelijk neutraal)
  - Het elektron e− en het positron e+
  - Ammoniumion NH4+, sulfaat SO42−
- In de kernfysica om isotopen van elkaar te onderscheiden. De atoommassa komt als superscript vóór het symbool van het element:
  - 14C is een radioactieve isotoop van koolstof
  - 12C is de meest voorkomende, stabiele isotoop van koolstof
- In de (wetenschappelijke) literatuur en om een voetnoot, eindnoot of referentie aan te geven.